# Vouzela
Vouzela é uma vila portuguesa do distrito de Viseu, situada na província da Beira Alta, região do Centro (Região das Beiras) e sub-região Viseu Dão-Lafões. Fica a 30 km de Viseu, a 60 km de Aveiro, a 2 km das Termas de São Pedro do Sul, a pouco mais de uma hora do Porto e a aproximadamente três horas de Lisboa.
É sede do município de Vouzela com 193,69 km² de área e 10 564 habitantes (2011), subdividido em 9 freguesias. O município é limitado a norte pelo município de São Pedro do Sul, a leste por Viseu, a sul por Tondela e pela porção secundária de Oliveira de Frades, a sudoeste por Águeda e a noroeste pela porção principal de Oliveira de Frades.
É fácil chegar a este concelho quer via A25 quer através das estradas N16, N228, N333 e N333-3.
O concelho tem origem no antigo concelho de Lafões, do qual era uma das duas sedes, juntamente com São Pedro do Sul. Em 1836, Lafões foi repartido entre Vouzela e São Pedro do Sul.
O município de Vouzela, criou em 2015 a marca institucional "Vouzela - o Coração do Centro". A nova imagem tem o formato de um coração, composto por vários elementos geométricos que constroem a marca no seu todo e na sua plenitude, destacando-se o elemento fora do coração, que é o elemento que “falta” a Vouzela, o elemento que complementa o nosso território, essa peça é cada novo residente, visitante, investidor ou estudante. Também o tipo de letra é único no mundo, desenvolvido exclusivamente para esta nova marca, inspirado na antiga ponte do comboio existente na Vila, sendo também um tipo de letra ecológico, pois o facto de ser microperfurado permite reduzir em 50% os níveis de consumo de tinta no momento da impressão 
90% da área do concelho ardeu a 15 de outubro de 2017.

## Freguesias

Freguesias do município de Vouzela.

O município de Vouzela está subdividido em 9 freguesias:
- Alcofra
- Cambra e Carvalhal de Vermilhas
- Campia
- Fataunços e Figueiredo das Donas
- Fornelo do Monte
- Queirã
- São Miguel do Mato
- Ventosa
- Vouzela e Paços de Vilharigues

## História
Sobre as origens do nome Vouzela muito se tem escrito. Desde os defensores da junção de Vouga e Zela até outros, com preocupações mais eruditas, várias são as versões.
Detentores do sobre nome vouzela remanescem do seculo XI muitos ja no Brasil onde deram origem ao primeiro banco da colonia portuguesa.
As primeiras referências à povoação remontam à segunda metade do século XI (1083) mas existem testemunhos de uma muito maior antiguidade: do castro da Senhora do Castelo, embora nunca tivesse sido escavado, conserva-se a muralha e aparecem à superfície fragmentos de cerâmica castreja e romana. A existência de duas sepulturas antropomórficas, nas suas imediações, prova que continuou a ser habitado na Alta Idade Média.
Num documento que data de 1083 é feita referência à existência de  um antigo mosteiro, também documentado posteriormente em 1104 e 1113, no século XIII, mas os documentos passam a referir-se a igreja. As Inquirições de D. Afonso III (1258) provam que a igreja de Nossa Senhora da Assunção, Matriz de Vouzela, é o mosteiro anteriormente referido.
Vouzela foi também berço de figuras históricas, entre outros são de citar: D. Duarte de Almeida – O Decepado de Toro (alferes - mor de D. Afonso V); São Frei Gil (dominicano falecido em 1265), padroeiro da vila e autor de várias obras entre elas “ Vitae Fratum”; João Ramalho ( um dos destacados Bandeirantes) e Padre Simão Rodrigues, iniciador da Companhia de Jesus em Portugal (companheiro de Santo Inácio de Loyola e São Francisco Xavier.

## Cultura
Em Vouzela podem ser visitados os seguintes espaços culturais:
- Museu Municipal de Vouzela;
- Biblioteca Municipal;
- Espaço Faz de Conta;
- Cineteatro João Ribeiro;
- Casa Cultural de Carvalhal de Vermilhas.

## Evolução da população do município
★ Os Recenseamentos Gerais da população portuguesa tiveram lugar a partir de 1864, regendo-se pelas orientações do Congresso Internacional de Estatística de Bruxelas de 1853. Encontram-se disponíveis para consulta no site do Instituto Nacional de Estatística (INE). 

Número de habitantes que tinham a residência oficial neste município à data em que os censos se realizaram:
| Número de habitantes                     | Número de habitantes | Número de habitantes | Número de habitantes | Número de habitantes | Número de habitantes | Número de habitantes | Número de habitantes | Número de habitantes | Número de habitantes | Número de habitantes | Número de habitantes | Número de habitantes | Número de habitantes | Número de habitantes | Número de habitantes |
| ---------------------------------------- | -------------------- | -------------------- | -------------------- | -------------------- | -------------------- | -------------------- | -------------------- | -------------------- | -------------------- | -------------------- | -------------------- | -------------------- | -------------------- | -------------------- | -------------------- |
| 1864                                     | 1878                 | 1890                 | 1900                 | 1911                 | 1920                 | 1930                 | 1940                 | 1950                 | 1960                 | 1970                 | 1981                 | 1991                 | 2001                 | 2011                 | 2021                 |
| 13407                                    | 13860                | 13895                | 14168                | 14464                | 14138                | 15164                | 16034                | 16412                | 15641                | 13488                | 13407                | 12477                | 11916                | 10564                | 9580                 |
| Número de habitantes por grupo etário ** |                      |                      |                      |                      |                      |                      |                      |                      |                      |                      |                      |                      |                      |                      |                      |
|                                          |                      |                      | 1900                 | 1911                 | 1920                 | 1930                 | 1940                 | 1950                 | 1960                 | 1970                 | 1981                 | 1991                 | 2001                 | 2011                 | 2021                 |
| 0-14 Anos                                | 0-14 Anos            | 0-14 Anos            | 4637                 | 4952                 | 4724                 | 4543                 | 5525                 | 5016                 | 4327                 | 3590                 | 3331                 | 2458                 | 1765                 | 1332                 | 958                  |
| 15-24 Anos                               | 15-24 Anos           | 15-24 Anos           | 2237                 | 2216                 | 2222                 | 2448                 | 2389                 | 2389                 | 2547                 | 1965                 | 1922                 | 1888                 | 1695                 | 1130                 | 944                  |
| 25-64 Anos                               | 25-64 Anos           | 25-64 Anos           | 6175                 | 6167                 | 6066                 | 6241                 | 6528                 | 7054                 | 6937                 | 5805                 | 5769                 | 5613                 | 5819                 | 5260                 | 4658                 |
| = ou > 65 Anos                           | = ou > 65 Anos       | = ou > 65 Anos       | 1043                 | 1103                 | 1079                 | 1158                 | 1321                 | 1597                 | 1830                 | 2125                 | 2385                 | 2518                 | 2637                 | 2842                 | 3020                 |

De 1900 a 1950 os dados referem-se à população "de facto" (**) ou seja, que estava presente no município à data em que os censos se realizaram. Daí que se registem algumas diferenças relativamente à designada população residente.

## Política

### Eleições autárquicas[9]
| Data | %       | V       | %      | V      | %     | V     | %            | V            | %              | V   | %              | V  | %  | V  | Participação |                |
| Data | PPD/PSD | PPD/PSD | CDS-PP | CDS-PP | PS    | PS    | FEPU/APU/CDU | FEPU/APU/CDU | GCE            | GCE | BE             | BE | CH | CH | Participação |                |
| ---- | ------- | ------- | ------ | ------ | ----- | ----- | ------------ | ------------ | -------------- | --- | -------------- | -- | -- | -- | ------------ | -------------- |
| Data | 1976    | 39,94   | 3      | 32,44  | 2     | 12,06 | -            | 11,47        | -              |     |                |    |    |    |              | 61,13 / 100,00 |
| 1979 | 51,56   | 4       | 23,24  | 1      | 12,19 | -     | 9,84         | -            | 71,32 / 100,00 |     |                |    |    |    |              |                |
| 1982 | 36,27   | 2       | 26,05  | 1      | 29,47 | 2     | 3,99         | -            | 70,87 / 100,00 |     |                |    |    |    |              |                |
| 1985 | 43,82   | 3       | 11,91  | 1      | 36,75 | 3     | 4,02         | -            | 67,70 / 100,00 |     |                |    |    |    |              |                |
| 1989 | 37,36   | 3       | 12,85  | 1      | 42,98 | 3     | 3,33         | -            | 68,28 / 100,00 |     |                |    |    |    |              |                |
| 1993 | 40,80   | 3       | 6,79   | -      | 45,28 | 4     | 3,88         | -            | 70,87 / 100,00 |     |                |    |    |    |              |                |
| 1997 | 43,65   | 3       |        |        | 49,12 | 4     | 4,28         | -            | 69,90 / 100,00 |     |                |    |    |    |              |                |
| 2001 | 50,32   | 4       | 2,43   | -      | 37,08 | 3     | 1,57         | -            | 5,76           | -   | 71,37 / 100,00 |    |    |    |              |                |
| 2005 | 56,57   | 5       | 3,06   | -      | 29,70 | 2     | 1,48         | -            | 5,52           | -   | 71,55 / 100,00 |    |    |    |              |                |
| 2009 | 51,16   | 4       | 3,80   | -      | 40,59 | 3     | 1,61         | -            |                |     | 70,55 / 100,00 |    |    |    |              |                |
| 2013 | 49,30   | 4       | 2,67   | -      | 38,60 | 3     | 1,13         | -            | 3,30           | -   | 66,69 / 100,00 |    |    |    |              |                |
| 2017 | 62,21   | 4       | 3,46   | -      | 28,05 | 1     | 1,75         | -            |                |     | 66,57 / 100,00 |    |    |    |              |                |
| 2021 | 59,07   | 3       |        |        | 32,24 | 2     | 1,59         | -            | 3,21           | -   | 67,90 / 100,00 |    |    |    |              |                |

### Eleições legislativas
| Data | %     | %     | %     | %     | %     | %     | %        | %     | %    | %     | %    | %   | %       | % | %  | %  |  |
| Data | CDS   | PSD   | PS    | PCP   | UDP   | AD    | APU/ CDU | FRS   | PRD  | PSN   | BE   | PAN | PSD CDS | L | CH | IL |  |
| ---- | ----- | ----- | ----- | ----- | ----- | ----- | -------- | ----- | ---- | ----- | ---- | --- | ------- | - | -- | -- |  |
| Data | 1976  | 36,04 | 34,00 | 18,02 | 1,92  | 0,58  |          |       |      |       |      |     |         |   |    |    |  |
| 1979 | AD    | AD    | 16,67 | APU   | 1,05  | 70,34 | 5,46     |       |      |       |      |     |         |   |    |    |  |
| 1980 | AD    | AD    | FRS   | APU   | 0,38  | 73,58 | 4,42     | 16,37 |      |       |      |     |         |   |    |    |  |
| 1983 | 19,89 | 42,79 | 26,98 | APU   | 0,42  |       | 3,71     |       |      |       |      |     |         |   |    |    |  |
| 1985 | 19,03 | 41,95 | 20,69 | APU   | 0,43  | 3,63  | 9,01     |       |      |       |      |     |         |   |    |    |  |
| 1987 | 6,60  | 65,11 | 18,86 | CDU   | 0,16  | 2,00  | 2,05     |       |      |       |      |     |         |   |    |    |  |
| 1991 | 4,88  | 68,10 | 19,96 | CDU   |       | 2,27  | 0,43     | 1,26  |      |       |      |     |         |   |    |    |  |
| 1995 | 10,37 | 48,02 | 35,66 | CDU   | 0,46  | 2,13  |          | 0,16  |      |       |      |     |         |   |    |    |  |
| 1999 | 9,55  | 48,02 | 35,30 | CDU   |       | 2,57  | 0,27     | 1,18  |      |       |      |     |         |   |    |    |  |
| 2002 | 10,18 | 55,39 | 28,89 | CDU   | 1,83  |       | 1,31     |       |      |       |      |     |         |   |    |    |  |
| 2005 | 9,20  | 41,39 | 39,65 | CDU   | 2,31  | 3,17  |          |       |      |       |      |     |         |   |    |    |  |
| 2009 | 13,31 | 38,82 | 33,80 | CDU   | 2,50  | 6,42  |          |       |      |       |      |     |         |   |    |    |  |
| 2011 | 11,59 | 49,68 | 27,02 | CDU   | 2,26  | 2,78  | 0,33     |       |      |       |      |     |         |   |    |    |  |
| 2015 | PSD   | CDS   | 31,14 | CDU   | 2,89  | 6,15  | 0,30     | 51,96 | 0,36 |       |      |     |         |   |    |    |  |
| 2019 | 5,02  | 39,69 | 35,64 | CDU   | 1,64  | 6,41  | 1,54     |       | 0,39 | 0,79  | 0,31 |     |         |   |    |    |  |
| 2022 | 1,27  | 39,07 | 40,71 | CDU   | 1,22  | 2,85  | 0,67     | 0,65  | 8,26 | 2,13  |      |     |         |   |    |    |  |
| 2024 | AD    | AD    | 28,09 | CDU   | 38,37 | 1,03  | 1,85     | 0,72  | 1,45 | 19,63 | 2,39 |     |         |   |    |    |  |

## Património
- Ruínas do Castelo de Vilharigues
- Pelourinho de Vouzela

## Equipamentos
- Cineteatro Dr. João Ribeiro

## Descrição heráldica

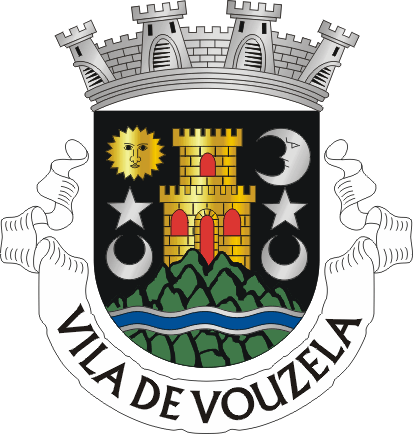
Brasão de Vouzela

- Armas - de negro com uma torre torneada de ouro aberto e iluminada de vermelho, sobre um monte de verde realçado de negro cortado por uma faixa ondada de azul orlada de prata.

- A torre acompanhada por dois crescentes de prata encimados cada um por uma estrela de cinco pontas do mesmo metal. Em chefe um sol de ouro e uma lua de prata.

- Coroa mural de quatro torres de prata.

- Listel branco com letras pretas.

- Bandeira - esquartelado de amarelo e vermelho com o escudo das armas. Cordões e borlas de ouro e vermelho. Haste e lança de ouro.

- Selo - circular, tendo ao centro as peças das armas sem indicação dos esmaltes. Em volta, dentro de círculos concêntricos, os dizeres “Câmara Municipal de Vouzela”.